# USS Sheehan (DE-541)
USS Sheehan (DE-541) – planowany amerykański niszczyciel eskortowy typu John C. Butler, którego stępkę położono w stoczni Boston Navy Yard 8 listopada 1943. Patronem okrętu był Chief Quartermaster John Francis Sheehan. Zwodowano go 17 grudnia 1943, matką chrzestną była Catherine Sheehan, matka patrona okrętu. Nazwę przydzielono okrętowi 28 września 1943. Budowy nie ukończono z powodu zakończenia II wojny światowej. Nieukończony okręt został przydzielony do Atlantic Inactive Fleet 30 sierpnia 1945. Kontrakt na budowę ostatecznie anulowano 7 stycznia 1946 i kadłub został sprzedany na złom 2 lipca 1946 firmie John J. Duane Co. z Quincy.
Jedyny okręt o tej nazwie w US Navy (stan na 2008 rok).